# Pelican
A Pelican amerikai post metal/sludge metal/instrumentális rock együttes, amely 2001-ben alakult meg az illinois-i Des Plaines-ben. Lemezeiket a Hydra Head, Southern Lord, The Mylene Sheath kiadók jelentetik meg. Jelenleg négy taggal rendelkeznek: Trevor de Brauw-val, Bryan Herweg-gel, Larry Herweg-gel és Dallas Thomas-szal. Népszerűek lettek különféle dallamok ötvözése és különleges hangzásviláguk miatt. Jellemzők még rájuk a hosszú időtartamú dalok. Általában instrumentális zenét játszanak, de a 2015-ös The Cliff című EP-jükön ének is szerepelt a dalokban.

## Tagok
- Trevor de Brauw - gitár (2001-)
- Bryan Herweg - basszusgitár (2001-)
- Larry Herweg - dob (2001-)
- Dallas Thomas - gitár (2012-)

## Korábbi tagok
- Laurent Schroeder-Lebec - gitár (2001-2012)

## Diszkográfia
- Australasia (2003)
- The Fire in Our Throats Will Beckon the Thaw (2005)
- City of Echoes (2007)
- What We All Come to Need (2009)
- Forever Becoming (2013)
- Nighttime Stories (2019)
- Flickering Resonance (2025)

## Egyéb kiadványok
EP-k
- Pelican (2001)
- March into the Sea (2005)
- Pink Mammoth (2007)
- Ephemeral (2009)
- Ataraxia/Taraxis (2012)
- The Cliff (2015)

Split lemezek
- Pelican / Scissorfight / The Austerity Program (2003)
- Pelican / Playing Enemy (2005)
- Pelican / Mono (2005)
- These Arms Are Snakes / Pelican (2008)
- Young Widows / Pelican (2008)

Koncertalbumok
- Arktika (Live from Russia) (2014)
- Live at Dunk!Fest 2016 (2016)

DVD-k
- Live in Chicago 06/11/03 (2005)

Box set (díszdobozos kiadás)
- After the Ceiling Cracked (2008)